# Nannoperca obscura
Nannoperca obscura is een  straalvinnige vissensoort uit de familie van zaagbaarzen (Percichthyidae). De wetenschappelijke naam van de soort is voor het eerst geldig gepubliceerd in 1872 door Klunzinger.
De soort staat op de Rode Lijst van de IUCN als Kwetsbaar, beoordelingsjaar 1996.